# Stefano Mauri
Stefano Mauri (Monza, 8 de janeiro de 1980) é um futebolista italiano que atua como meia. Atualmente, está sem clube.

## Títulos
Lazio
- Coppa Italia: 2012-13